# Lathrobium pallidipenne
Lathrobium pallidipenne är en skalbaggsart som beskrevs av Johann Heinrich Hochhuth 1851. Lathrobium pallidipenne ingår i släktet Lathrobium, och familjen kortvingar. Arten har ej påträffats i Sverige.